# Honduras Actívate
Honduras Actívate es una iniciativa de salud promovida por el presidente de la República, Juan Orlando Hernández, con el propósito de fomentar un estilo de vida saludable y que la actividad física y mental esté presente en la ciudadanía. El objetivo de este programa es reducir las enfermedades no transmisibles como la diabetes, hipertensión y obesidad, entre otras. Honduras Actívate ha tenido el reconocimiento a nivel nacional e internacional de instituciones como la Organización Mundial de Salud (OMS) y la Organización Panamericana de la Salud (OPS).

## Inicio
Teniendo altos índices de obesidad y enfermedades relacionadas, tanto en Honduras como a nivel regional, el presidente Juan Orlando Hernández decidió emprender una lucha contra el sedentarismo mediante actividades, maratones y eventos realizados en las Recreovías, las cuales cuentan con áreas verdes y espacios físicos para diversos ejercicios, juegos tradicionales, canchas de fútbol, baloncesto y otros.  

## Jornadas
En conmemoración del Día Mundial de la Salud, el presidente Hernández impulsó una nueva faceta del programa Honduras Actívate, organizando una jornada masiva de distintas actividades en las que estaban el senderismo, ciclismo de montaña, atletismo, caminatas y cualquier otra actividad que involucrara el movimiento físico. A partir de la primera jornada realizada en la Isla El Tigre en el departamento de Valle, domingo a domingo la jornada se convoca en Parques nacionales, reservas ambientales, zonas rurales, playas y demás. Este programa ha incentivado de manera paralela el turismo interno y la economía local por la gran cantidad de personas que se movilizan a la sede del evento.

## Logros
La Organización Mundial de la Salud (OMS) ha recalcado la importancia de implementar este tipo de programas en los países de la región.  Se ha visto de manera positiva que el presidente de la nación tome como primordial la salud física y mental de la población. El presidente Juan Orlando Hernández participó como orador en la Conferencia Anual de la OMS en 2015, donde explicó los beneficios del programa Honduras Actívate.

## Datos
- La primera Jornada de Honduras Activate se celebró en abril de 2015.

- Los eventos han sobrepasado los 20,000 participantes[6]

- Honduras Activate ya contó con una jornada a nivel internacional en Nicaragua[7]

- Algunas jornadas se han celebrado en conmemoración de fechas especiales como el Día contra el cáncer de mama, Día contra la diabetes, Lucha contra el cambio climático, entre otras.